# Francesco Satolli
Francesco di Paolo Satolli (Marsciano, 21 juli 1839 - Rome, 8 januari 1910) was een Italiaans geestelijke en kardinaal van de Rooms-Katholieke Kerk.

## Jeugd, opleiding en aanvankelijke loopbaan
Satolli was de zoon van Giovanni Battista Satolli en Maria Calzini die hem vernoemden naar Sint Franciscus van Paola. In 1853 begon hij zijn studies aan het aartsdiocesaan seminarie van Perugia. Hier werd hij onder anderen onderwezen door thomistisch geleerde Giuseppe Pecci, broer van de latere paus Leo XIII. Later behaalde Satolli een doctoraat in de wijsbegeerte aan de Sapienza Universiteit in Rome. Satolli werd op 14 juni 1862 priester gewijd. Hij werkte aanvankelijk in de zielzorg en docerde aan het Perugiaans seminarie. Hij doceerde vervolgens ook aan de Pauselijke Universiteit Urbaniana, de Propaganda Fide en aan het pauselijk Romeins College. Van 1884 tot 1886 was hij rector van het Roetheens-Grieks College in Rome. Vanaf 1886 was hij rector van de Pauselijke Ecclesiastische Academie, de diplomatenopleiding van de Heilige Stoel.

## Aartsbisschop
Op 1 juni 1888 benoemde paus Leo XIII Satolli tot titulair aartsbisschop van Lepanto. Hij ontving zijn bisschopswijding uit handen van kardinaal Raffaele Monaco La Valletta. In 1889 woonde hij in de Verenigde Staten als speciaal gezant van de paus deel aan de feestelijkheden ter gelegenheid van het honderdjarig bestaan van de katholieke hiërarchie in dat land en het lustrum van de Katholieke Universiteit van Amerika in Washington D.C.. Aan diezelfde universiteit was hij later enige tijd hoogleraar in de thomistische wijsbegeerte. Op 14 januari 1893 benoemde Leo XIII hem tot eerste apostolisch delegaat in de Verenigde Staten.

## Kardinaal
Paus Leo XIII creëerde Satolli kardinaal in het consistorie van 29 november 1895. De Santa Maria in Aracoeli werd zijn titelkerk. Hij werd bij die gelegenheid benoemd tot aartspriester van de Sint-Jan van Lateranen en niet veel later tot prefect van de H. Congregatie der Studieën. In 1903 benoemde de paus hem tot kardinaal-bisschop van het suburbicair bisdom Frascati. Kardinaal Satolli nam deel aan het conclaaf van 1903 dat leidde tot de verkiezing van paus Pius X. De kardinaal overleed in 1910. Zijn uitvaart vond plaats in de Sint-Jan van Lateranen. Zijn lichaam werd begraven op Campo Verano.
- Bibliothèque nationale de France: cb10593258g (data)
- Gemeinsame Normdatei: 1147774080
- International Standard Name Identifier: 0000 0000 8129 6472
- Library of Congress Control Number: no92015830
- Nederlandse Thesaurus van Auteursnamen: 153779764
- Istituto Centrale per il Catalogo Unico: MUSV058841
- SNAC: w6m92nc2
- Système universitaire de documentation: 20240546X
- Virtual International Authority File: 51679812
- WorldCat: E39PBJyMbfTbFYbJV3WcbX7rbd